# 5102 Бенфранклін
5102 Бенфранклін (5102 Benfranklin) — астероїд головного поясу, відкритий 2 вересня 1986 року.
Тіссеранів параметр щодо Юпітера — 3,283.